# 永遠の法
『永遠の法』（えいえんのほう、The Laws of Eternity）は、
- 幸福の科学グループ創始者兼総裁・大川隆法が著した幸福の科学の代表的な経典。
  - 上記教典をもとにして作成された漫画。『マンガ永遠の法』本項#漫画で詳述。
  - 上記教典をもとにして、シナリオプロジェクトにより新たなストーリーで製作されたアニメ映画。『永遠の法 The Laws of Eternity』本項#映画で詳述。

## 概要
『永遠の法』は、幸福の科学グループ創始者兼総裁・大川隆法の著作で、『太陽の法』『黄金の法』に続く「救世の法三部作」の完結編。
この書をもとに、マンガ『マンガ 永遠の法』が作成され、月刊誌『ザ・リバティ』に2004年3月号から2007年2月号まで36話が連載された。そして、コミック単行本3巻に収録された。
2006年には、幸福の科学出版の5作目の劇場用映画化作品としてアニメ映画化された。アニメ映画としては4作目。

## 書籍 経典
『永遠の法』は、『太陽の法』『黄金の法』に続く「幸福の科学」の基本教義を示す基本三法の完結編である。この世を去ったあの世の実在界を次元構造として明確に解説した「空間論」を記述している。この世を「三次元世界」として規定し、あの世を「四次元」から「九次元」と分類して6章にて説明している。あの世の「次元論」については既に『太陽の法』の第1章に概略が記述されているが、本書では理知的に詳細に霊界構造を論じている。

### 書籍情報
- 単行本並製本
  - 『永遠の法』副題：新世界を示す釈迦の光明　土屋書店 初版1987年10月、ISBN 4-8069-0431-7、ISBN 978-4-8069-0431-1

- 文庫版
  - 『永遠の法』副題：新世界を示す釈迦の光明　角川文庫 初版1990年10月10日、ISBN 4-04-178003-9、ISBN 978-4-04-178003-9

- 改訂版上製本
  - 『永遠の法』副題：エル・カンターレの世界観　幸福の科学出版 改訂1997年7月7日、ISBN 4-87688-320-3、ISBN 978-4-87688-320-2[注 1]

### 外国語 翻訳版
- 英語版
  - The Laws of Eternity 　幸福の科学出版 刊、ペーパバック版、1991年
  - The Laws of Eternity

unfolding the secrets of the multidimensional universe
Copyright： Ryūhō Ōkawa
出版社： ELEMENT Books Limited 、1998年 発行、ISBN 1-86204292-6、ISBN 978-1-86204292-6
  - The Laws of Eternity

unfolding the secrets of the mullti-dimensional universe
Copyright： Ryūhō Ōkawa
Lantern Books 刊、2001年、ISBN 1-930051-63-8、ISBN 978-1-930051-63-8
  - The NINE DIMENSIONS

Univeiling the Iaws of Eternity
Copyright： Ryūhō Ōkawa
IRH Press Co.,Ltd. ISBN 978-0-9826985-6-3
2012年2月16日発行
- ポルトガル語版
  - LEIS DA ETERNIDADE, AS
UMA VISÃO DO MUNDO SOB A ÓPTICA DE EL CANTARE

Copyright：Ryuho Okawa
CIRCULO DO LIVRO
EDITORA BEST SELLER    1999年発売 ISBN 85-7123-665-8、ISBN 978-85-7123-665-3
  - AS LEIS DA ETERNIDADE
UMA VISÃO DO MUNDO SOB A ÓPTICA DE EL CANTARE
Desvendando os Segredos do Mundo Espiritual

Copyright：Ryuho Okawa
出版社： Editora Cultrix[6]、2007、ISBN 978-85-316-0978-7
- 韓国語版
  - 영원의 법 　永遠の法　The Laws of Eternity

著者： 오오카와류우호오
出版社 가림출판사, 図書出版カリム 刊　初版2000年12月10日発行
ISBN 89-7895-082-5、ISBN 978-89-7895-082-4
図書出版カリムweb
- ドイツ語版
  - DER AUFSTIEG DURCH DIE DIMENSIONEN

Die Gesetze der Ewigkeit
出版社： Silberschnur [7]、ISBN 978-3-89845-156-7
- フランス語版
  - La Loi de I'Éternité

LA DÉCOUVERTE DES SECRETS DE L'UNIVERS MULTIDIMENSIONNEL
Copyright ：Ryuho Okawa 1997
Copyright  Happy Science,Kofuku-no-Kagaku,2008,pour latraduction française.
  - La Loi de I'Éternité フランス語版『永遠の法』
    - 発刊元 HAPPY SCIENCE、発刊日 2014年1月24日、ISBN 978-4-86395-368-0
- 中国語版
  - 『永遠之法』

出版社：華滋出版　、出版地：台灣
語言：繁體中文　、規格：平裝 / 14.8*20.8cm / 普級 / 單色印刷
ISBN 978-986-85671-4-6
  - 中国語(繁体字)版『永遠の法』 香港版
    - 発刊元 佳赫文化行銷有限公司、発刊日 2001年1月1日、ISBN 978-

  - 『永远之法』The Laws of Eternity  中国語(簡体字)版『永遠の法』

出版社：宗教文化出版社　、出版地：大陸
出版日期：2011年4月1日
語言：简体字中文　、規格：平裝 / 179頁 / 14cmX21cm / 普級 / 雙色
ISBN 978-7-80254-375-1
- スペイン語版『永遠の法』
  - 発刊元 HAPPY SCIENCE、発刊日 2015年3月25日、
- タイ語版『永遠の法』
  - 発刊元 HAPPY SCIENCE。、発刊日 2013年11月15日、ISBN 978-6-16917-892-7
- シンハラ語版『永遠の法』
  - 発刊元 IRH Press Co., Ltd.、ペーパーバック、発刊日 2012年11月9日、ISBN 978-4-86395-236-2
- モンゴル語版『永遠の法』
  - 発刊元 IRH Press Co., Ltd.、ペーパーバック、発刊日 2013年11月15日、ISBN 978-9-99738-032-6
- リトアニア語版『永遠の法』
  - 発刊元 Leidykla Mijalba、ペーパーバック、発刊日 2013年3月15日、ISBN 978-6-09805-057-8
- 中国語(繁体字)台湾版『永遠之法』
  - 発刊元 IRH Press Taiwan、発刊日 2020年9月18日、ISBN 978-986-98444-3-7

## 漫画
『マンガ 永遠の法』は、書籍『永遠の法』をもとに、2003年より「マンガ永遠の法シナリオプロジェクト」チームで脚本化が行われ、橋本和典の作画で作成された。月刊誌『ザ・リバティ』の2004年3月号から連載され、2007年2月号まで連載された。

### あらすじ
インターナショナル・ソリューション（IS）社の、池波智朗と乙山由香は、IS研究所に移動して心霊研究を始めたことをきっかけに、次々と不思議な霊的体験を重ねるようになる。二人は霊界で出会った幕末の志士・坂本龍馬などの案内で、地獄を含む四次元世界、そして五次元世界へと探求を深めるが、それにつれ、由香の出生の秘密が明らかになる。一方地上世界では、IS社の社内紛争が勃発し、ＩＳ研究所は解散させられ創業者の石島元会長も亡くなり、池波たちは窮地に追い込まれるが、それを巻き返すために霊界と地上界との連携の作戦が展開される。

### 登場人物
池波智朗
IS社の若手社員、27歳。
乙山由香
IS社に入社してまだ1年、23歳。
早見専務
IS研究所の所長。石島会長の懐刀と言われる物語のキーマン。池波らの上司。
石島豪之介
IS社を一代で世界的な大企業にした人物。
坂井副会長
石島とともにIS社発展の立役者だが、老獪な人物。
松浦秀樹
IS社若手社員のホープ
石島貴雄
石島会長の息子若くして事故死する。実は由香の父親。
乙山安恵
乙山由香の母
坂本龍馬
勝海舟
西郷隆盛
トーマス・A・エジソン

### 書誌情報
- 単行本コミック　全3巻　幸福の科学出版 刊
- 第1巻、2006年6月27日、ISBN 4-87688-552-4、ISBN 978-4-87688-552-7
- 第2巻、2006年8月29日、ISBN 4-87688-555-9、ISBN 978-4-87688-555-8
- 第3巻、2007年3月27日、ISBN 4-87688-570-2、ISBN 978-4-87688-570-1

## 映画
映画『永遠の法』は、幸福の科学出版による日本映画で、2006年9月30日に東映系で公開された。上映時間は114分。宗教性が高いアニメ映画である。
死後まもない人が「どういう世界へ旅立つか」などの内容を含んだ映画である。エンゼルXという巨大ロボットが登場する。

### 週末映画動員ランキング
興行通信社調べによる全国週末映画動員ランキングの実績
- 第1週目、2006年9月30日・10月1日で、第6位[10]。
- 第2週目、10月7日・10月8日で、第5位[11]。
- 第3週目、10月14日・15日で、第6位[12]。
- 第4週目、10月21日・22日で、第5位[13]。

### ストーリー
日本有数の進学校で最先端の科学技術を学んでいる高校2年生の隆太は、エジソンに憧れて自宅の離れに作った実験室で研究に打ち込んでいた。隆太と同じ科学技術研究部のメンバーで、イギリスからの留学生・パトリックと、ブラジルからの留学生・ロベルトと隆太の3人はニューヨークを訪れる。そこのダウンタウンで隆太は、謎の老女から不思議なメッセージを受け取る。それは、かの有名な発明王・エジソンが生前に研究していたといわれる「霊界通信機」の設計法だった！　隆太の近所に住む幼なじみで、宗教系のエスカレーター校に通っている夕子も参加して、早速通信機の実験を進める。通信機を完成させると突然、エジソン本人からのSOSを受信する。さらに、ゴッド・イーグルと名のる古代インカのシャーマンから、隆太は霊界へ行く方法を告げられる。エジソンに会うために、隆太たちは次元を超えた大冒険へと旅立つのだった。

### 登場人物：キャスト
星川隆太
声 - 田中大文
夏瀬夕子
声 - 大原さやか
パトリック
声 - 岡林史泰
ロベルト
声 - 小伏伸之
ゴッド・イーグル
声 - 大友龍三郎
シャーマンの老女
声 - 真山亜子
ヘルメス
声 - 子安武人
トス
声 - 子安武人
ナイチンゲール
声 - 伊藤美紀
ヘレン・ケラー
声 - 若泉絵子
マザー・テレサ
声 - 真山亜子
エジソン
声 - 銀河万丈
松下幸之助
声 - 坂口哲夫
本田宗一郎
声 - 掛川裕彦
盛田昭夫、豊田佐吉
アインシュタイン
声 - 青野武
ニーチェス
声 - 阪脩
ヒスラー
声 - 矢田耕司
その他声の出演
声 - 中尾良平、平井啓二、日比愛子、服巻浩司、藤本たかひろ、松本考平、川庄美雪、庄司宇芽香、小林弥生、安西美美、藤森千恵

### スタッフ
- 製作総指揮：大川隆法
- 原作・原案：大川隆法、『永遠の法』幸福の科学出版
- 監督：今掛勇
- 作画監督：佐藤陵
- 美術監督：鈴木朗
- 音楽：水澤有一
- VFXクリエイティブ・ディレクター：ユミコ・アワヤ
- VFXスーパーバイザー：オリバー・ホッツ
- アニメーション制作：グループ・タック
- 製作：幸福の科学出版
- 配給：東映

### テーマソング
- メイン・テーマ曲『永遠の不思議』
作詞：大川隆法 （ゴータマ・シッダールタの霊示）
作曲・演奏：水澤有一
歌：大門一也
音楽配信あり[16]。

- テーマ曲『幸福の天の河』
作詞：大川隆法 （トス神の神示）
作曲・演奏：水澤有一
歌：大門一也、田村祥子
音楽配信あり[17]。

上記2曲は、CD『RYUHO OKAWA ALL TIME BEST II』に収録されている。
発売日：2016年7月3日、2021年3月23日改訂版発売
EAN 4582316051908、JAN 4582316051908、ASIN B08ZDJNCY5
音楽配信：ASIN B09372YX8D

## 音楽ソフト
- テーマソングCDシングル『永遠の不思議 ／ 幸福の天の河』
収録曲：下記 4曲、合計：29分31秒

1. 永遠の不思議 ………………………………… 5:27
2. 幸福の天の河 ………………………………… 9:08
3. 永遠の不思議 (インストゥルメンタル)…… 5:27
4. 幸福の天の河 (インストゥルメンタル)…… 9:14
作詞：大川隆法
作曲・演奏：水澤有一
歌：大門一也／田村祥子
発売元：宗教法人 幸福の科学（制作：幸福の科学出版）
型番： C 154
頒布開始：2006年5月21日
EAN：なし
- 2枚組 CD『映画「永遠の法」オリジナル・サウンドトラック』[18]
収録曲：〔Disc1〕

1. 永遠の不思議 5分27秒
2. 幸福の天の河 9分8秒
3. 永遠の不思議 (インストゥルメンタル) 5分27秒
4. 幸福の天の河 (インストゥルメンタル) 9分14秒
〔Disc2〕
01. 『霊界アドベンチャー』の基本テーマ曲
02. 近未来・ニューヨーク
03. 夏の想い出
04. 『ゴッド・イーグルの唄』
05. 四次元・三途の川
06. 照魔のシアター～五次元へ
07. 六次元の門～分野の道
08. 女神界を歩く夕子
09. 『ホワッツ・エジソン』
10. 天使の幸福
11. 八次元・クリスタルの街
12. 永遠の不思議―如来との対話
13. 迷える人々
14. 『霊界怪獣ビヒモス』のテーマ曲
15. 『霊界ロボット・エンゼルX1』のテーマ曲
16. 『霊界アドベンチャー』（スローバージョン）
17. 『永遠の不思議』（メイン・テーマ曲）
18. 九次元・根源の世界
19. エル・カンターレの使命
20. 『霊界エレベーター』のテーマ曲
21. 『幸福の天の河』
レーベル：幸福の科学出版
作曲・演奏：水澤有一（17と21のみ 作詞・作曲：大川隆法）
型番： C 159
発売日：2006年9月3日
EAN：不明、ISBN：不明

## 映画関連品
- 『映画「永遠の法」超謎解きBOOK』[19]
ザ・リバティ別冊ムービースペシャル 最新情報DVD付、雑誌増刊Mook
発売元：幸福の科学出版
発売日：2006年9月

## 映像ソフト
- 愛蔵版DVD『映画「永遠の法 The Laws of Eternity」』

豪華箱入り、
発売元：幸福の科学出版
型番： K ????
発売日：2007年??月??日
EAN：なし、ISBN：あり
- 通常版DVD『映画「永遠の法 The Laws of Eternity」』[20][21]
収録内容：映画本編 125分　片面2層　MPEG-2　カラー

音声：日本語、吹き替え：英語(5.1ch)、日本語(サラウンド)、ポルトガル語、韓国語
字幕：Non、日本語、日本語聴覚障害者用、英語、中国語
発売元：幸福の科学出版
型番： K 1114
発売日：2011年6月2日
EAN 4582316050123、JAN 4582316050123
ISBN 978-4-86395-132-7
- レンタル版DVD『映画「永遠の法 The Laws of Eternity」』

収録内容：上記 通常版DVD と同じ。
発売元：幸福の科学出版
型番： K 1145
発売日：2013年7月??日
EAN 4582316050482、JAN 4582316050482、ASIN B0141KMTZI
- レンタル版DVD『映画「永遠の法 The Laws of Eternity」』

発売元：東映ビデオ
型番：DRZS-7044
発売日：2007年3月9日
EAN 4988101128457、JAN 4988101128457、
- Amazon Prime Video などの映像配信で視聴可能。

ASIN B07HKRM6ZP